# Farol de Monte Serrat
O Farol de Monte Serrat é um farol localizado na Ponta do Humaitá da península de Itapagipe, em Salvador.
Possui torre troncônica de alvenaria, com faixas horizontais encarnadas e brancas. É o único farol situado dentro da Baía de Todos os Santos.